# 艾因阿拉伯区
艾因阿拉伯區（阿拉伯语：منطقة عين العرب）為敘利亞阿勒颇省的區，位於敘利亞北部。艾因阿拉伯為該區的首府。2004年的人口普查中該區人口為192,513人。
該區位在阿勒颇省東北部，而該區北邊臨敘土邊界。該區於2014年1月被宣告為西庫德斯坦科巴尼州的自治區。

## 分區
艾因阿拉伯區共分成4個分區或子區（nawāḥī）（2004年數據）：
| PCode    | 名稱             | 面積（km²） | 人口   | 首府         |
| -------- | ---------------- | ----------- | ------ | ------------ |
| SY020600 | 艾因阿拉伯分區   | 745.60      | 81,424 | 艾因阿拉伯   |
| SY020601 | 舒尤赫塔塔尼分區 | 318.86      | 43,861 | 舒尤赫塔塔尼 |
| SY020602 | 薩林分區         | 2,003.57    | 69,931 | 薩林         |
|          | 賈拉比耶分區     | 2,003.57    | 69,931 | 賈拉比耶     |

賈拉比耶分區為2009年從薩林分區分離而另設的分區。